# Trimetylosilanol
Trimetylosilanol (TMSOH, TMS, hydroksytrimetylosilan) – krzemoorganiczny związek chemiczny z grupy silanoli.  Pochodna silanu (SiH4) podstawiona trzema grupami metylowymi i jedną hydroksylową. Trimetylosilanol jest lotną cieczą o temperaturze wrzenia 98,6–99 °C.
TMSOH jest używany do wytwarzania hydrofobowych warstw na powierzchni materiałów krzemianowych. Reaguje on z atomami krzemu materiału pokrywając powierzchnię warstwą grup trimetylosililowych. Przykładowym zastosowaniem zjawiska jest tzw. magiczny piasek (ang. magic sand, piasek o właściwościach hydrofobowych).
TMSOH, jak również inne silanole, jest badany jako potencjalny środek przeciw mikroorganizmom.